# Deutsche Feldhandball-Meisterschaft 1959
Die Deutsche Feldhandball-Meisterschaft 1959 wurde in einem Endrundenturnier zwischen dem 4. Oktober und dem 8. November 1959 ausgespielt. Das Turnier war die zehnte vom DHB ausgerichtete Meisterschaftsrunde im Feldhandball der Männer. Das Endspiel fand am 8. November 1959 vor 30.000 Zuschauern im Duisburger Wedaustadion statt.
Neuer Deutscher Meister wurde der TuS Lintfort, der das Endspiel gegen den SV Bayer 04 Leverkusen knapp mit 10:9 für sich entscheiden konnte. Lintfort gewann damit nach der Meisterschaft 1940 den zweiten Feldhandball-Titel der Vereinsgeschichte.

## Modus
Erstmals fand das Turnier im Herbst des Jahres statt; der späte Termin wurde von 1959 an beibehalten bis zur letzten Endrunde dieser Art 1966.
16 Mannschaften traten in einem Ausscheidungsturnier im K.-o.-System mit Vorrunde (Achtelfinale), Zwischenrunde (Viertelfinale) und Halbfinale gegeneinander an, die Sieger des Halbfinales bestritten das Endspiel; Platzierungsspiele wurden nicht durchgeführt.
Die folgenden 15 Mannschaften hatten sich über die jeweiligen Regionalmeisterschaften direkt für die Vorrunde des Turniers qualifiziert:
Norddeutsche Meisterschaft:
1. VfL Wolfsburg
2. Polizei SV Kiel

ATSV Habenhausen
Flensburger TB
Westdeutsche Meisterschaft:
1. SV Bayer 04 Leverkusen
2. Sportfreunde Hamborn 07 (Titelverteidiger)
3. TuS Lintfort
4. VfL Gummersbach

Südwestdeutsche Meisterschaft:
1. SV Harleshausen
2. Kickers Offenbach

Süddeutsche Meisterschaft:
1. TC Frisch Auf Göppingen (Deutscher Meister (Halle) 1959)
2. TSV 1860 Ansbach

SG Leutershausen
TSV Zuffenhausen
Berliner Landes-/Regionalmeisterschaft:
1. Polizei SV Berlin

Dazu kam als 16. Mannschaft wie schon 1957 und 1958 der Berliner SV 1892, Vizemeister des Berliner Handballverbands, der beim Dritten der Südwestdeutschen Meisterschaft, der SG Dietzenbach, in einem Qualifikationsspiel im September 1959 mit 10:13 gewonnen hatte.
Die Spieldauer betrug 2 × 30 Minuten.

## Turnierverlauf
Titelverteidiger Hamborn 07 musste überraschend bereits in der ersten Runde die Segel streichen. Dabei sahen die Hamborner „Löwen“ gegen den TSV Zuffenhausen beim zwischenzeitlichen 9:4 auf eigenem Platz schon wie die sicheren Sieger aus, mussten sich aber schließlich in einem „unschönen Treffen“ der Kampfkraft des Schwäbischen Meisters geschlagen geben. In den letzten Minuten entwickelte sich das Spiel bei einer Kette von Freiwürfen und Platzverweisen zum „Handball-Skandal“, wie das Hamburger Abendblatt titelte; nach Spielende stürmten erzürnte Zuschauer das Spielfeld und schlugen auf die Zuffenhausener Spieler und den Schiedsrichter ein. Ansonsten setzten sich in der Vorrunde die Turnierfavoriten mit klaren Siegen durch. In der Zwischenrunde folgten die nächsten Überraschungen: der stark eingeschätzte TC Frisch Auf Göppingen, der Hallenmeister dieser Saison, unterlag den Offenbacher Kickers mit 12:10, und der Norddeutsche Meister VfL Wolfsburg, der in der Vorrunde noch die SG Leutershausen souverän ausgeschaltet hatte – immerhin den Vizemeister der beiden Vorjahre –, unterlag gegen die junge Mannschaft aus Lintfort.
Der spätere Turniersieger TuS Lintfort hatte sich nur als Drittplatzierter der Westdeutschen Meisterschaft qualifiziert, zeigte dann aber große Konstanz im Endrundenturnier mit Siegen gegen den Berliner Meister, den Norddeutschen Meister und den Südwestdeutschen Meister. Im Finale war Leverkusen dennoch favorisiert, hatte Bayer 04 doch bei der Westdeutschen Regionalmeisterschaft den TuS Lintfort noch auf Abstand gehalten; und auch im Turnierverlauf hatten die angriffsstarken Leverkusener mit deutlichen Siegen keinen Zweifel an ihren Ambitionen gelassen. Lintfort gewann das Finale, weil das Spiel der Leverkusener im Angriff zu sehr ausgerichtet war auf den normalerweise überragenden Stürmer Bob Will, der diesmal aber gut abgeschirmt wurde, als „taktisch dumm“ kritisierte der damalige Bundestrainer Werner Vick die Spielanlage des Favoriten. Damit gewann auch das Rezept der Lintforter, auf den eigenen Nachwuchs zu setzen – neun der elf Spieler des neuen Meisters kamen aus der eigenen Jugend –, gegen den Bayer-Werksverein, bei dem kein Mitglied des Endspielkaders in Leverkusen mit dem Handballspielen begonnen hatte.

### Vorrunde
4. Oktober
Polizei SV Berlin – TuS Lintfort: 11:13 (Halbzeit 5:4)
SV Bayer 04 Leverkusen – ATSV Habenhausen: 25:14 (13:4)
VfL Wolfsburg – SG Leutershausen: 22:11 (9:7)
SV Harleshausen – VfL Gummersbach: 13:12
TC Frisch Auf Göppingen – Berliner SV 1892: 15:6 (11:6)
Polizei SV Kiel – Kickers Offenbach: 9:11
Sportfreunde Hamborn 07 – TSV Zuffenhausen: 12:13
TSV 1860 Ansbach – Flensburger TB: 11:7

### Zwischenrunde
11. Oktober
TuS Lintfort – VfL Wolfsburg: 14:11 (5:6)
TSV 1860 Ansbach – SV Bayer 04 Leverkusen: 11:15 (8:8)
TSV Zuffenhausen – SV Harleshausen: 9:13 (6:5)
Kickers Offenbach – TC Frisch Auf Göppingen: 12:10

### Halbfinale
Oktober
SV Harleshausen – TuS Lintfort: 12:13
SV Bayer 04 Leverkusen – Kickers Offenbach: 21:7 (7:4)

### Endspiel
8. November
TuS Lintfort – SV Bayer 04 Leverkusen: 10:9 (5:4)